# Acraea doubledayi
Acraea doubledayi är en fjärilsart som beskrevs av Guérin 1849. Acraea doubledayi ingår i släktet Acraea och familjen praktfjärilar. Inga underarter finns listade i Catalogue of Life.